# فيرا بابون
فيرا جورج موسى بابون هي الرئيس الأسبق لبلدية بيت لحم في فلسطين منذ نوفمبر 2012 وحتى مايو 2017 وهي أول امرأة تتولى هذا المنصب. تشغل أيضاً منصب رئيسة مجلس إدارة مركز الإرشاد والتدريب للطفل والأسرة، كذلك هي باحثة في مجال النوع الاجتماعي. تحمل بابون درجة الماجستير في الأدب الأميركي الأفريقي، والدكتوراه في الأدب الأميركي النسائي.

## حياتها
في 8 ديسمبر 2022: أدت فيرا بابون اليمين القانونية أمام الرئيس الفلسطيني محمود عباس سفيرةً لدولة فلسطين لدى تشيلي.